# جيك وايت
جيك وايت (بالإنجليزية: Jake White)‏ هو مدرب رياضي جنوب أفريقي، ولد في 13 ديسمبر 1963 في جوهانسبرغ في جنوب أفريقيا.

## وصلات خارجية
- جيك وايت عل موقع إسبنسكروم (الإنجليزية)